# 瑞秋要出嫁
《瑞秋要出嫁》（英語：Rachel Getting Married）是強納森·德米于2008年拍摄的一部剧情片，由安妮·海瑟薇，羅絲瑪麗·德威特，比尔·欧文和黛博拉·温姬出演。该电影于2008年10月3日在美国上映。它拉开了第65届威尼斯国际电影节的序幕。 该片也于2008年9月6日在加拿大多伦多电影节放映。安妮·海瑟薇凭剧中角色於第81屆奧斯卡金像獎獲提名最佳女主角奖，但是输给了在《讀愛》出演的凱特·溫斯蕾。

## 外部連結
- 官方网站
- AllMovie上《瑞秋要出嫁》的资料（英文）
- 互联网电影数据库（IMDb）上《瑞秋要出嫁》的资料（英文）
- Metacritic上《瑞秋要出嫁》的資料（英文）
- 爛番茄上《瑞秋要出嫁》的資料（英文）
- Box Office Mojo上《瑞秋要出嫁》的資料（英文）